# Chesterhill
Chesterhill és una població dels Estats Units a l'estat d'Ohio. Segons el cens del 2000 tenia 305 habitants.

## Demografia
Segons el cens del 2000, Chesterhill tenia 305 habitants, 131 habitatges, i 91 famílies. La densitat de població era de 218,1 habitants per km².
Dels 131 habitatges en un 31,3% hi vivien nens de menys de 18 anys, en un 51,9% hi vivien parelles casades, en un 11,5% dones solteres, i en un 29,8% no eren unitats familiars. En el 28,2% dels habitatges hi vivien persones soles el 14,5% de les quals corresponia a persones de 65 anys o més que vivien soles. El nombre mitjà de persones vivint en cada habitatge era de 2,33 i el nombre mitjà de persones que vivien en cada família era de 2,78.
Per edats la població es repartia de la següent manera: un 23% tenia menys de 18 anys, un 9,5% entre 18 i 24, un 29,8% entre 25 i 44, un 21,3% de 45 a 60 i un 16,4% 65 anys o més.
L'edat mediana era de 38 anys. Per cada 100 dones de 18 o més anys hi havia 89,5 homes.
La renda mediana per habitatge era de 33.750 $ i la renda mediana per família de 45.833 $. Els homes tenien una renda mediana de 33.636 $ mentre que les dones 20.536 $. La renda per capita de la població era de 17.329 $. Aproximadament el 14% de les famílies i el 19,8% de la població estaven per davall del llindar de pobresa.

## Poblacions més properes
El següent diagrama mostra les poblacions més properes.